# Exilliteratur
Als Exilliteratur, auch Emigrantenliteratur, wird die Literatur von Schriftstellern bezeichnet, die unfreiwillig Zuflucht in der Fremde suchen müssen, weil ihre Person oder ihr Werk im Heimatland bedroht ist. Meist geben politische oder religiöse Gründe den Ausschlag für die Flucht ins Exil.
Der Begriff „Exilliteratur“ ist der fachlich gebräuchlichere. Während Emigration neutral den Wechsel des Wohnortes von einem Land in ein anderes bezeichnet, bedeutet Exil eher das Land, welches Zufluchtsort wird. Mitunter wird der Begriff auch für literarische Werke verwendet, die als verbotene Literatur in Exilverlagen erscheinen müssen, auch wenn deren Verfasser in ihrem Heimatland bleiben, also keine Emigranten sind.
Ausschlag gebend für diese Zuordnung ist in erster Linie die Wahl der Sprache durch den Schriftsteller. So gehören Werke von im Exil lebenden Autoren, die in der Sprache ihres Herkunftslandes schreiben, beispielsweise zur deutschen, türkischen oder arabischen Literatur, wohingegen die deutschsprachige interkulturelle Literatur zur deutschen Literatur zählt.

## Exilliteratur in der Antike und im Mittelalter
Bereits in der Antike waren Schriftsteller der Zensur und der Verfolgung durch die Staatsmacht ausgesetzt, so dass sie ihre Werke im Exil verfassten, so Hipponax oder Ovid; im Mittelalter ist u. a. Dante Alighieri zu nennen.

## Exilliteratur der Neuzeit bis zum 20. Jahrhundert
Exilliteratur als generelles Phänomen entstand mit den Religionskriegen des 16. Jahrhunderts, als zahlreiche protestantische Dichter ihre katholischen Heimatländer verlassen mussten. Bis zum 17. und 18. Jahrhundert war Exilliteratur weitgehend religiöse Literatur; Ende des 18. Jahrhunderts gewann die politisch bedingte Exilliteratur an Bedeutung.
Im 19. Jahrhundert publizierten die deutschen Exilschriftsteller Heinrich Heine, Ludwig Börne, Ferdinand Freiligrath, Karl Marx und Georg Büchner in Paris bzw. London. Zu den bekanntesten polnischen Exilliteraten in Paris zählten Adam Mickiewicz, Juliusz Słowacki, Zygmunt Krasiński, aus Russland ist Turgenew zu nennen. Victor Hugo ging nach dem Staatsstreich des späteren Napoléon III. nach Guernsey ins Exil und kehrte erst nach Napoléons Sturz zurück. Napoléon III. selbst verfasste, vor seiner Machtübernahme, im Exil in London und New York mehrere theoretische Werke.(worüber?)

## Exilliteratur der Neuzeit ab dem 20. Jahrhundert
Im 20. Jahrhundert entwickelte sich die Exilliteratur zu einem weltweiten Phänomen. Europa, Lateinamerika, Asien und Afrika bildeten Ausgangspunkte zahlreicher exilierter Autoren.

### Exilliteratur in Russland
In der russischen Literatur wirkten bis 1917 Autoren im Exil, die gegen die zaristische Herrschaft opponierten (Lenin, Maxim Gorki); nach der Oktoberrevolution mussten ihre Gegner das Land verlassen, um zu schreiben, kehrten teilweise später wieder zurück (Schklowskij, Andrei Bely, Alexei Tolstoi). I. A. Bunin (1933), Alexander Solschenizyn (1970) und Joseph Brodsky (1987) wurde der Nobelpreis verliehen. Nach 1945 gingen Schriftsteller wie Andrej Amalrik (1976) und Solschenizyn (Ausweisung 1974) ins Exil.

### Deutsche Exilliteratur
Die deutsche Exilliteratur entstand 1933–1945 als Literatur der Gegner des Nationalsozialismus. Dabei spielten die Bücherverbrennungen am 10. Mai 1933 und der deutsche Überfall auf die Nachbarstaaten 1938/39 eine ausschlaggebende Rolle. Emigrantenzentren entstanden in Paris, Amsterdam, Stockholm, Zürich, Prag, Moskau, New York und Mexiko, wo unter meistens schwierigen Bedingungen Verlage gegründet wurden. Bekannte Verlage für Exilliteratur waren z. B. in Amsterdam der Querido Verlag und Allert de Lange Verlag, in Zürich  der Europa Verlag des Buchhändlers Emil Oprecht. Außerhalb Europas waren es z. B. in Mexiko der 1942 gegründete Verlag El libro libre (Das freie Buch) unter Leitung von Walter Janka und in New York 1944 der Aurora-Verlag von Wieland Herzfelde.
Zu den bekanntesten Autoren im Exil zählten Bertolt Brecht, Ernst Bloch, Hermann Broch, Ferdinand Bruckner, Elias Canetti, Alfred Döblin, Hilde Domin, Lion Feuchtwanger, Bruno Frank, A. M. Frey, Anna Gmeyner, Oskar Maria Graf, Heinrich Eduard Jacob, Marta Karlweis, Hermann Kesten, Egon Erwin Kisch, Annette Kolb, Siegfried Kracauer, Maria Lazar, Emil Ludwig, Heinrich Mann, Klaus Mann, Thomas Mann, Robert Neumann, Balder Olden, Rudolf Olden, Erich Maria Remarque, Ludwig Renn, Alice Rühle-Gerstel, Otto Rühle, Hans Sahl, Alice Schwarz-Gardos, Anna Sebastian, Anna Seghers, Adrienne Thomas, B. Traven, Käthe Vordtriede, Peter Weiss, Franz Werfel, Bodo Uhse und Arnold Zweig. Germanisten wie John Spalek haben sich diesen Schriftstellern gewidmet.
Die Autoren Ernst Toller, Walter Hasenclever, Walter Benjamin, Kurt Tucholsky, Stefan Zweig und Ernst Weiß starben im Exil durch Suizid, Klaus Mann wenige Jahre nach Ende des Zweiten Weltkriegs, nachdem er im Nachkriegsdeutschland nicht mehr heimisch werden konnte.
In Deutschland verblieben andererseits Schriftsteller, die sich in die innere Emigration zurückzogen, wie Frank Thiess, Stefan Andres, Gottfried Benn, Reinhold Schneider, Werner Bergengruen, Erich Kästner, Ernst Kreuder, Gertrud von le Fort, Ernst Wiechert und Ehm Welk.

### Estnische Exilliteratur
Gegen Ende des Zweiten Weltkriegs verließen ca. 70.000 Menschen Estland Richtung Westen. Der Anteil der Intellektuellen an ihnen war überproportional hoch, so dass sich nach dem Krieg knapp ein Drittel der bekannteren estnischen Autorinnen und Autoren im Exil befand. Sie gelangten vornehmlich nach Schweden und Deutschland, später entstanden größere Exilgemeinschaften in Kanada, den U.S.A. und Australien. Im Exil wurden mehrere Verlage gegründet (ORTO, Eesti Kirjanike Kooperatiiv), und die Buchproduktion war bis weit in die fünfziger Jahre hinein höher als im stalinistischen Sowjetestland. Bekannteste Vertreter der estnischen Exilliteratur sind August Gailit, Bernard Kangro, Karl Ristikivi, Gustav Suits, Marie Under und Henrik Visnapuu.

### Jüdische Exilliteratur
Eine besondere Richtung bildet die jüdische Exilliteratur. Zu ihren bekanntesten Vertreterinnen zählen beispielsweise Nelly Sachs (Nobelpreis 1966), Else Lasker-Schüler und Maria Lazar. Die jüdische Exilliteratur spielt auch eine Rolle in jiddischsprachigen Zentren der USA. Als bekanntester Vertreter gilt Isaac Bashevis Singer (Nobelpreis 1978).
Auch die osteuropäische Exilliteratur ist infolge der Entwicklung im ehemaligen Osteuropa reichhaltig.

### Palästinensische Exilliteratur
Seit der Vertreibung zahlreicher Palästinenser aus dem ehemaligen Mandatsgebiet Palästina gilt die palästinensische Literatur als nicht mehr geografisch, sondern an die nationale Herkunft gebunden. In denen Werken von Mahmoud Darwisch, Ghassan Kanafani, Fadwa Touqan, Sahar Khalifa oder Huzama Habayeb spielen der Verlust des Heimatlandes sowie das Leben als staatenlose Emigranten im Exil eine zentrale Rolle.

### Exilliteratur in der Tschechoslowakei
In der Tschechoslowakei gab es im 20. Jahrhundert gleich zwei große Emigrationswellen – und somit auch zweimal den ungewollten Nachschub für die Exilliteratur. Nach dem kommunistischen Februarumsturz 1948 verließen über 60.000 Tschechen und Slowaken ihr Land. Die Emigration hinterließ vor allem die liberale Zeitschrift Svědectví (deutsch: Zeugnis), die von Pavel Tigrid in Paris herausgegeben wurde. Nach dem Zerschlagen des Prager Frühlings im August 1968 verließen etwa 250.000 Einwohner das Land. Außer vielen Verlagen, die die verbotenen Werke tschechischer und slowakischer Schriftsteller herausgaben und von denen der 1971 in Toronto von Josef Škvorecký und seiner Frau Zdena Salivarová gegründete und von ihr geleitete 68 Publishers der wichtigste war, entstanden die vor allem politisch agierenden Zeitschriften Listy (herausgegeben in Rom unter der Leitung von Jiří Pelikán) sowie die weitaus kleinere Zeitschrift informační materiály (herausgegeben anonym in West-Berlin).

### Bundesrepublik und DDR
Die Werke in die BRD übergesiedelter Autoren (z. B. Günter Kunert, Sarah Kirsch, Jürgen Fuchs) aus der DDR als Exilliteratur zu bezeichnen, ist umstritten. Diese Schriftsteller hatten im Westen oftmals weder Publikations- noch Sprachprobleme, wechselten mithin scheinbar vom kalten ins warme Wasser. Aber Wolf Biermann fasste seine Seelenlage als exilierter DDR-Schriftsteller in die drastischen Worte: Vom Regen in die Jauche.

### Deutschsprachige Literatur von Migranten
Auch wenn die Gründe für die Zuflucht in Deutschland, Österreich oder der Schweiz jenen der Exilliteratur ähneln können, zählt ihre interkulturelle Literatur in deutscher Sprache zur Gegenwartsliteratur in den betreffenden Ländern.

## Notizen
1. ↑  einen zeitübergreifenden Vergleich dreier bekannter Exilanten bietet Jean Firges: Büchner, Lenz, Celan. Der Gang durchs Gebirg. Gespräch im Gebirg. Exemplarische Reihe Literatur und Philosophie, 29. Annweiler 2010
2. ↑  Raimo Raag: Eestlane väljaspool Eestit. Tartu 1999, S. 62.
3. ↑  Cornelius Hasselblatt: Geschichte der estnischen Literatur. Von den Anfängen bis zur Gegenwart. Berlin, New York: Walter de Gruyter 2006, S. 545.
4. ↑  Cornelius Hasselblatt: § 39: Die Konsolidierung der Exilgemeinschaft, in: Ders.: Geschichte der estnischen Literatur. Von den Anfängen bis zur Gegenwart. Berlin, New York: Walter de Gruyter 2006, S. 562–581.
5. ↑  Marcia Lynx Qualey: 5 Writers: A Brief Look at Palestinian Literature in French. In: ArabLit & ArabLit Quarterly. arablit.org, 1. Juni 2021, abgerufen am 1. Juni 2021 (englisch).
6. ↑  Fakhri Saleh: Die Wiedererschaffung Palästinas in der Literatur: Ein Land aus Worten - Qantara.de. Abgerufen am 1. Juni 2021.
7. ↑  Carmine Chiellino (Hg.): Interkulturelle Literatur in Deutschland. Ein Handbuch. Metzler, Stuttgart 2007